# Гольбек (футбольний клуб)
Спортивне товариство «Гольбек» (дан. Holbæk Bold-og Idrætsforening) — данський футбольний клуб з однойменного міста, заснований у 1931 році. Виступає у Другій лізі. Домашні матчі приймає на однойменному стадіоні, місткістю 10 500 глядачів.

## Досягнення
- Чемпіонат Данії
  - Срібний призер (1): 1975
- Кубок Данії
  - Фіналіст (2): 1975, 1976.